# Bafuloto
Bafuloto ist eine Ortschaft im westafrikanischen Staat Gambia.
Nach einer Berechnung für das Jahr 2013 leben dort etwa 478 Einwohner, das Ergebnis der letzten veröffentlichten Volkszählung von 1993 betrug 236.

## Geographie
Bafuloto liegt in der West Coast Region, Distrikt Kombo Central, östlich angrenzend am Banjul International Airport. Der Ort liegt an einer Hauptstraße, die von Mandinari nach Brikama führt.
Geologen vermuten hier größere Vorkommen von Ilmenit (FeTiO3) (auch Titaneisen), ein Erz, aus dem das Metall Titan gewonnen wird.